# 房思琪的初戀樂園
《房思琪的初戀樂園》，是臺灣作家林奕含唯一的長篇小說，於2017年2月由游擊文化出版。

## 收錄內容
正文前的扉頁標有「獻給『等待天使的妹妹』，以及B」和「改編自真人真事」字樣，以及駱以軍、湯舒雯的推薦語。小說正文分為〈樂園〉、〈失樂園〉、〈復樂園〉三章。正文後則附有張亦絢、蔡宜文的評論文章，以及作者後記。

## 劇情概要
張亦絢在書評中整理的劇情概要如下：
|  | 已婚補教名師李國華五十歲了，誘姦十三歲的房思琪之前，狩獵學生的經驗已很老道。在初次性侵五年後，與思琪情同雙胞的劉怡婷，接到警局通知，去帶回神智不清，被判定瘋了的思琪。透過思琪的日記，怡婷得知思琪五年中的所見所思。五年初始，嫁入錢家的伊紋，是少女的忘年交，但在李國華的用計下，將其「文學褓姆」的位置，讓出給李國華。二十餘歲的她，是丈夫家暴的沉默受害者，如此懦弱的女前輩，形成少女弔詭的守護者。在思琪與伊紋之間，存在某種「不幸的平等」。儘管伊紋的關懷，是思琪的一線希望，但在李國華對思琪的暴力加劇之後，終究未成救援。伊紋鼓勵怡婷不忘房思琪之痛──儘管不知內情的眾人，尊敬李國華如故，並將房思琪瘋掉一事，歸咎於伊紋讓她們「讀太多文學」。 |

## 主要人物
- 房思琪：故事開始時13歲，居住在高雄市一棟豪華公寓大廈中的少女，對文學有超齡的鑑賞力。

- 李國華：故事開始時50歲，補習班國文教師，是房思琪的鄰居，表面上溫文儒雅、風趣幽默，實際上慣於誘姦女學生，並和補習班同事分享經驗。

- 劉怡婷：和房思琪同齡的鄰居及摯友。

- 許伊紋：二十多歲，房思琪的鄰居，錢一維之妻，愛好文學，常帶領房思琪、劉怡婷閱讀文學名著。

- 錢一維：四十多歲，富豪錢昇生之子，許伊紋之夫，經常毆打許伊紋。

- 晞晞：李國華之女，比房思琪、劉怡婷小兩歲。

- 郭曉奇：李國華在補習班的學生，後被李誘姦。

- 餅乾：第一個被李國華誘姦的補習班學生。

- 蔡良：女性，李國華執教的補習班班主任，常協助李和其他教師誘姦女學生，本人也和李有男女關係。

- 毛敬苑：綽號「毛毛」，珠寶設計師，暗戀許伊紋。

## 作者訪談
游擊文化出版社於2017年2月12日在「2017台北國際書展」中舉行新書發表會，林奕含引用海明威的《渡河入林》的前言為引，以「小說本來就是虛構的」來談為何在《房思琪的初戀樂園》的前面要強調其小說中含有真實的成份，她說：
|  | 「改編自真人真事」這七個字的意思是說……我要給讀者的是一個預期心理……當你在讀書的時候遇到不舒服或者是痛苦的段落的時候，我希望你能知道這個痛苦它是真實的……我希望你不要放下它，我希望你不要闔上書，然後覺得說「啊，幸好這是一本小說，幸好它只是一個故事！」……希望你可以像作者我一樣同情共感，希望你可以與思琪同情共感，我希望你可以站在她的鞋子裡。…… 我覺得大家在閱讀的時候有一個很不好的習慣，就是他們覺得紅學就等於曹學……我覺得這種閱讀是很不成熟的……很抱歉但我真的不是房思琪……我是不是房思琪跟這本書的價值沒有很大的關係。…… 我甚至可以很任性地說：如果你讀完了，然後你感到一絲一毫的希望，我覺得那是你讀錯了，你可以回去重讀。 |

在女人迷3月16日刊出的採訪中，她回顧寫作動機和過程：
|  | 我希望任何人看了，能感受和思琪一樣的痛苦，我不希望任何人覺得被救贖。我要做的不是救贖誰，更不是救贖我自己，寫作中我沒有抱著「我寫完就可以好起來，越寫越昇華」的動機。寫時我感到很多痛苦，第一次書寫完成、來回校稿的後來是抱著不懷好意與惡意在寫。…… 讓我害怕的是，很「聰明、進步、政治正確」的人，這些人是有理想抱負的，他們在談結構時，一個一個的房思琪，是不是就從大網子漏下去了？所以為什麼我要寫思琪的事，甚至細到有點噁心、情色變態。……大家都看到統計數字，所以我不想談結構，大家都忘了，那是一個一個人。 |

而在「博客來OKAPI」網站3月23日刊出的採訪中，又如此總結：
|  | 雖然聽起來有點浮誇，但寫出這個故事跟精神病，都是我一生最在意的事。我因為精神病常常會發作，不一定能去上學，很長一段時間都很自卑。我不確定自己會不會寫文章，寫作也不一定能帶給我成就感。……但是我內心，包括這件事情的本質，包括我很多年針對它的思考——一個人不再長大，一個人被自己的人生留在原地，一個人是自己的贗品，種種，都是我深信不疑的。我自己關在屋子裡讀書養出來的美學觀，都顯示在這本書裡了。 |

「Readmoo 閱讀最前線」網站5月5日刊出「我想對讀者說的事情」、5月15日刊出「當你閱讀時感受到痛苦，那都是真實的；當你閱讀時感受到了美，那也都是真實的」。這是林奕含4月19日接受的採訪，也是她死前最後的受訪。

## 評論

### 書中所附的評論
- 駱以軍的推薦語：「這是個恐怖，耽美，像轉動音樂盒那樣各部位小齒鍵，又像無數玫瑰從裂縫伸出，綻放的故事。很像納博可夫和安潔拉·卡特的混生女兒。……這真是一本懂得『緩慢的，充滿翳影的光焰，駭麗的瘋狂』的小說。」[6]

- 湯舒雯的推薦語：「這本小說乍看談論權力不對等之性與暴力，實際上更直指文學及語言如何成為誘姦與哄騙之物……顯然不只是一本最佳新人等級的作品。」[7]

- 張亦絢的書評：「雖偶有造句過多、工筆太力之病，《房思琪的初戀樂園》具足了擲地有聲的雛鳳挺拔之姿。」[8]

- 蔡宜文的書評：「我覺得仍然是帶有希望的，即使這個希望很渺茫。我這邊的希望指的並非房思琪或任何角色的『希望』 ，而是女性知識傳送的『希望』……伊紋得以離開一維與怡婷對思琪的姊妹情誼，甚至包括了伊紋最後能夠傳達的東西，都還看出在這個暴力當中，渺茫的希望。」[9]

### 其他臺灣文壇人物的評論
- 王聰威：「小說最大的問題首先是其描寫十三歲主角時，除了美麗之外，也實在太過成熟慧詰，其思考方式，對人生的體悟都超過一般人的想像。……無法使用一個相對平凡而較合理的角色，來經驗人生中令人極端痛苦複雜之處，使得小說成了戲劇性角色的競逐場所。……過於刻版角色的運用，會使這本小說僅停留在鮮明的主題上，而從一開始我們就知道這本小說的主題為何，讀到結尾也一樣，只是將一開始就顯現的災難一直放大到令人麻木而已。」[10]

- 張娟芬：「長篇不容易，但林奕含是有能力駕馭小說的，她跟邱妙津不一樣。邱妙津將生命經驗川燙上桌，無力經營。林奕含卻是大廚一般，仔細處理了她的食材，也掌握了火候與節奏。……誘姦犯持以相誘的，不是別的，正是歷史、文學、藝術；真、善、美。房思琪像一個虔誠的教徒遇上了神棍，她對更高價值的信仰，被代理人給中飽私囊了。……在我聽來，她對李國華或胡蘭成說的是：你們這些欺師滅祖的傢伙。她寫《房思琪的初戀樂園》是清理師門，把文學的正典重新在自己手上建立起來。」[11]

- 詹宏志授予《房思琪的初戀樂園》「Openbook年度好書獎」的推薦辭：「林奕含或許在角色塑造與文字運用上還有生疏青澀之處，但她細膩敏感的心理掌握，以及獨具風格的優美文字，已經為我們展露了一位新作者的巨大可能。雖然說這本書的寫作有作者個人刻骨銘心的生命經驗做為基底，但作者在處理上洞悉一切世故人情，文字上也冷靜疏遠，並無過度耽溺的毛病。」[12]

## 暢銷
林奕含自殺後，《房思琪的初戀樂園》在全台灣引起搶購潮，市面一度斷貨，甚至在拍賣網站上出現大量盜版書。在2017年底公布的博客來網路書店年度十大暢銷書中，《房思琪的初戀樂園》排名第一，在誠品書店年度十大暢銷書中則排名第三。在兩份十大名單中，《房思琪的初戀樂園》都是唯一進榜的中文小說。
2018年2月《房思琪的初戀樂園》在中國大陸出版簡體中文版，於該年底亚马逊中国公布的年度电子书畅销榜中排名第8名、年度电子新书畅销榜中排名第2名。

## 獲獎
- 2017年：Openbook年度好書獎中文創作類[17]
- 2018年：首屆梁羽生文學獎爱情都市类大奖[18]、第十九届深圳读书月2018年度十大好书[19][20]

## 各地版本
| 語言                             | 書名                              | 譯者                               | 出版社             | 出版時間       | ISBN               |
| -------------------------------- | --------------------------------- | ---------------------------------- | ------------------ | -------------- | ------------------ |
| 繁體中文版                       |                                   | 不適用                             | 游擊文化           | 2017年2月7日   | ISBN 9789869236478 |
| 简体中文版                       |                                   | 不適用                             | 北京联合出版公司   | 2018年2月1日   | ISBN 9787559614636 |
| 韓文版                           | 팡쓰치의 첫사랑 낙원              | 허유영                             | 비채               | 2018年4月25日  | ISBN 9788934981367 |
| 泰文版                           | สวนสนุกแห่งการลงทัณฑ์ รักในฝันของฝางซือฉี | อารยา เทพสถิตย์ศิลป์ เขมณัฏฐ์ ทรัพย์เกษมชัย | Maxx Publishing    | 2019年7月17日  | ISBN 9786163711489 |
| 日文版                           |                                   | 泉京鹿                             | 白水社             | 2019年10月25日 | ISBN 9784560097007 |
| 简体中文版 （精装纪念版）        |                                   | 不適用                             | 贵州人民出版社     | 2020年7月1日   | ISBN 9787221123398 |
| 俄文版                           | Райский сад первой любви          | Наталья Власова                    | Есть смысл         | 2021年10月25日 | ISBN 9785604647004 |
| 波蘭文版                         | Raj pierwszej miłości Fang Si-chi | Aleksandra Woźniak-Marchewka       | Wydawnictwo Yumeka | 2023年5月18日  | ISBN 9788394282851 |
| 日文版 （收入白水Uブックス叢書） |                                   | 泉京鹿                             | 白水社             | 2024年3月2日   | ISBN 9784560072516 |
| 英文版                           | Fang Si-Chi's First Love Paradise | Jenna Tang                         | HarperVia          | 2024年5月21日  | ISBN 9780063319431 |
| 繁體中文版 （增訂版）            |                                   | 不適用                             | 游擊文化           | 2025年3月5日   | ISBN 9786269917457 |

## 出版風波
書稿在2016年已大致完成，曾投稿寶瓶文化出版社，該社最初接受，但社長和林奕含會面後，判斷林的精神狀況不穩，可能無法承受出書後的影響，取消了出版計畫。後遂改由游擊文化出版社出版。
《報導者》在林奕含死後於2017年6月21日刊登採訪林奕含生前好友的報導，指出當初林的書本來有一間知名出版社看上，總編以市場為由，堅持要提到以前在校優異表現、學測成績、外在條件等林奕含不喜歡的過往新聞，因為很多都不是事實。總編並要求直接跟她的主治醫生通話，確認林目前狀況能否面對，並以「成人」姿態告訴林奕含「現實世界」的規則，當奕含嚴正告訴她，承受得住，對方仍然不相信。雙方在一個月後取消合作，對林奕含是一大打擊。
寶瓶文化朱姓社長因此遭受肉搜、輿論撻伐，於是公開給林奕含的退稿信全文和批評《報導者》不採用自己提供的資料、侵害個資、不求平衡報導、不容許指涉的當事人以對等的方式在媒體上澄清、放任旗下記者以私人名義發文攻擊公審並企圖自殺。
隨後，《報導者》在臉書貼出致歉聲明，表示沒有要詆毀議論寶瓶出版社的意思，卻在網友輿論中對出版社造成傷害，他們也沒有善盡平衡報導的職責，因此鄭重的向朱姓社長道歉，並已將報導中與寶瓶出版社相關的段落刪除。《報導者》進一步請各界不要再對相關當事人攻擊、猜想，並再度強調，他們無意炒作林奕含輕生事件，也「絕未策動任何針對特定出版社的批評」。